# 笹沼澄子
笹沼 澄子（ささぬま すみこ、1929年9月13日 - 2021年10月25日）は、日本の言語聴覚士である。日本における言語聴覚障害領域の研究と臨床の先駆者であり、世界の失語症研究の第一人者である。Academy of Aphasia名誉会員。

## 略歴
東京都杉並区出身。1953年、津田塾大学学芸学部英文学科卒業。1968年にアイオワ大学大学院で日本人として初めて言語病理学博士の学位を取得し、メイヨークリニック言語病理学科でポストドクトラル・フェローを務め、帰国。東京都老人総合研究所にて言語聴覚研究室を創設し、同研究室室長、リハビリテーション医学部長を歴任。1974年には、日本聴能言語士協会を設立し、会長に就く。その後、横浜国立大学教育学部教授、国際医療福祉大学言語聴覚学科教授として、言語聴覚士の教育にあたる。
2005年、Academy of Aphasia名誉会員。授与理由としては、「40年以上に渡る脳と行動の関係に関する学際的研究が高く評価されること（特に、日本語の失読、仮名と漢字に関する研究）、日本の神経言語学の発展および研究者の育成に大きく貢献されたこと」などが挙げられた。

## 著書

### 共著
- 『失語症の言語治療』（医学書院、1978年）

### 編著
- 『言語障害』（医歯薬出版、1975年）
- 『ことばの遅れとその治療』（大修館書店、1979年）
- 『失語症とその治療』（大修館書店、1979年）
- 『言語障害―失語症・運動障害性構音障害・嚥下障害・脳性麻痺の言語障害』（医歯薬出版、2001年）
- 『言語コミュニケーション障害の新しい視点と介入理論』（医学書院、2005年）
- 『発達期言語コミュニケーション障害の新しい視点と介入理論』（医学書院、2007年）

### 共編著
- 『失語症の記録――奪われた言葉・取り戻した言葉』（大修館書店、1985年）
- 『ことばを取り戻した子どもたち』（大修館書店、1986年）
- 『新編 言語治療マニュアル』（医歯薬出版、2002年）